# کیمیاگر تمام‌فلزی فیلم: فاتح شامبالا
کیمیاگر تمام‌فلزی فیلم: فاتح شامبالا (ژاپنی: 劇場版 鋼の錬金術師 シャンバラを征く者 هپبورن: Gekijōban Hagane no Renkinjutsushi: Shanbara o Yuku Mono) یک فیلم اکشن و خیال‌پردازی علمی انیمه‌ای ژاپنی به کارگردانی سیجی میزوشیما و نویسندگی شُو آیکاوا از محصولات استودیوی بونز است. از صداپیشگان آن می‌توان به رومی پاکو، ریه کوگیمیا، مگومی تویوگوچی، کنجی اوتسومی، تورو اوکاوا، شون اوگوری و میو ساوای اشاره کرد.
این فیلم دنباله‌ای بر اولین مجموعه تلویزیونی کیمیاگر تمام‌فلزی به‌شمار می‌رود و داستان آن دربارهٔ کیمیاگری با نام ادوارد الریک و تلاشش برای بازگشت به سرزمین مادریش است. او به مدت دو سال در جهان موازی در زمین زندگی می‌کرد، در حالی که برادرش آلفونسو نیز به هر طریق برای اتحاد دوباره با برادرش تلاش می‌کند. در این بین جستجوهای ادوارد که به دنبال بازگشت به جهان خانه‌اش بود، توجه اجتماع تول‌ها را به خود جلب کرد، که تصور می‌کردند آنجا شامبالا است و می‌توانند با ورود به این سرزمین، و با دست‌یابی به سلاح‌های جدید در جنگ جهانی دوم پیروز شوند. فاتح شامبالا در ۲۳ ژوئیه ۲۰۰۵ در کشور ژاپن به نمایش درآمد.